# Симеон (Покровский)
Епи́скоп Симео́н (в миру Серге́й Ива́нович Покро́вский; 24 сентября 1846, село Маркино, Пензенская губерния — 20 ноября 1913) — епископ Русской православной церкви, епископ Самарский и Ставропольский.

## Биография
Родился 24 сентября 1846 года в семье причетника с. Маркино, Пензенской епархии. Низшее образование получил в Красноярском духовном училище, а среднее в Томской духовной семинарии, курс которой окончил в 1868 году.
С 11 сентября 1868 года — учитель Красноярского духовного училища.
В 1868 году поступил в Санкт-Петербургскую духовную академию, которую окончил в 1873 году со степенью кандидата богословия. По окончании академии назначен преподавателем Священного писания в Вятскую духовную семинарию.
С 15 декабря 1884 года пострижен в монашество, а 28 мая рукоположён во иеромонаха.
С 6 сентября 1890 года — ректор Волынской духовной семинарии. 23 сентября возведён в сан архимандрита.
31 октября 1893 года хиротонисан во епископа Глазовского, викария Вятской епархии. Хиротония состоялась в Исаакиевском соборе СПб. Чин хиротонии совершали: митрополит Санкт-Петербургский Палладий (Раев) и другие епископы.
С 12 ноября 1894 года — епископ Екатеринбургский и Ирбитский.
Способствовал устройству в Екатеринбурге Дома трудолюбия.
С 12 июля 1896 года — епископ Екатеринославский и Таганрогский. С 1 апреля 1911 года — епископ Екатеринославский и Мариупольский
С 4 октября 1911 года — епископ Самарский и Ставропольский.
В сохранившихся документах Самарской Духовной консистории за 1918 год указывались такие качества владыки Симеона как «необыкновенное смирение, добросердечие и мягкость к окружающим».
Скоропостижно скончался 20 ноября 1913 года. Погребён на кладбище Иверского женского монастыря.